# Chiesa di Santo Stefano (Capriano)
La chiesa di Santo Stefano è una chiesa di Capriano, frazione del comune di Briosco nella provincia di Monza e della Brianza.

## Storia
La chiesa è citata per la prima volta nel Liber Notitiae Sanctorum Mediolani di Goffredo da Bussero, compilato nel 1289, nel quale è riportata come appartenente alla pieve di Agliate.
La parrocchia, dedicata a Santo Stefano Protomartire, esisteva già nel 1564 (anno a cui risale il più antico registro parrocchiale, quello dei battesimi), ma in qualità di "mercenaria" o "sussidiaria" della parrocchia di San Martino di Veduggio. non essendo dotata dei mezzi economici necessari al mantenimento di un sacerdote fisso. A quell'epoca, la cura delle anime era per lo più esercitata dal parroco di Veduggio. Nelle parrocchie mercenarie il rettore, cioè il parroco, veniva eletto da una assemblea dei capifamiglia ed era retribuito dalla comunità sulla base di accordi reciprocamente assunti. 
Il 1º settembre 1578 l'arcivescovo di Milano Carlo Borromeo vi fu in visita pastorale mentre erano in corso dei lavori di rifacimento, lasciando indicazioni per la rimozione della cappella allora esistente sul lato meridionale e la costruzione di un campanile e richiedendo che la chiesa fosse dotata dei paramenti sacri e di quanto necessario per la celebrazione del culto.
Il 14 luglio 1608 il cardinale Federico Borromeo vi si recò anch'egli in visita, trovando la chiesa in condizioni ancora molto modeste e ancora priva di campanile. Nel 1660 viene eretta la cappella in onore di sant'Antonio da Padova.
Tra il 1724 ed il 1727 si ebbe un ampliamento della chiesa, con la costruzione del coro, di una nuova abside e dell'altare maggiore. Il 23 agosto 1804 la chiesa fu dichiarata ufficialmente chiesa parrocchiale. L'anno precedente era stato restaurato il campanile e delle campane, intervento ripetuto tra il 1826 e il 1828 con la sostituzione del complesso campanario e l'aggiunta di una campana.
Tra il 1831 e il 1832 il campanile fu dotato di un orologio e negli anni dal 1831 al 1835 la chiesa subisce un restauro generale: il progetto è elaborato dall'architetto comasco Biagio Magistretti e cambia notevolmente il volto della chiesa. Del 1840- 41 sono gli affreschi con i quattro evangelisti ed il martirio di santo Stefano, entrambe opere del pittore Giovanni Battista Airaghi. Nel 1842 venne costruito l'organo, opera di Adeodato Bossi di Bergamo. Segue tra il 1843 e il 1846 la ristrutturazione della torre campanaria, su progetto dell'ingegner Carlo Cereda. Nel decennio successivo venne spostato il cimitero, in precedenza situato accanto alla chiesa.
il 5 maggio 1931, nel corso della sua visita pastorale, il cardinale Ildefonso Schuster, arcivescovo di Milano, consacrò ufficialmente la chiesa di Capriano, fino ad allora solamente benedetta. La consacrazione è ricordata in una targa presso l'altare di Sant'Antonio. Nel 1936 vennero aggiunte nuove decorazioni sia interne che esterne, alcune pitture furono rifatte mentre l'organo e la cantoria vennero ristrutturati. Tra il 1994 ed il 1995 si sono tenute opere di restauro, con una nuova pavimentazione e una radicale ristrutturazione dell'altare maggiore, solennemente riconsacrato il 16 luglio 1995 dal vicario episcopale monsignor Giovanni Giudici. Nel 1996 è stato restaurato l'organo ottocentesco.
Il 26 novembre 2019 si è verificato il crollo dell'affresco ottocentesco rappresentante il martirio di santo Stefano.
Nel 2020, durante la pandemia di COVID-19 è stato redatto e consegnato il progetto di restauro completo della chiesa per ottenere le autorizzazioni.
I lavori sono iniziati nel mese di marzo del 2022 con la ristrutturazione del campanile ed il restauro delle campane, seguiti ad agosto dalla manutenzione delle facciate esterne della chiesa.